# Calciatore

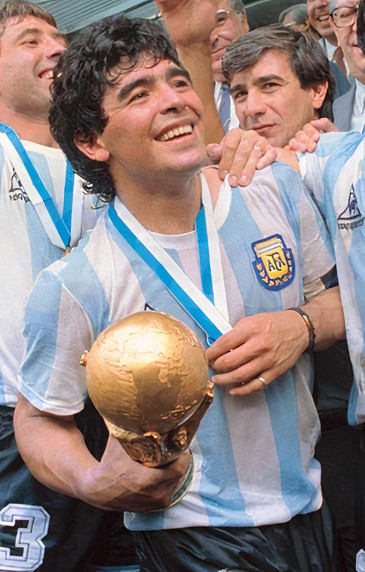
Diego Armando Maradona che festeggia la vittoria del mondiale (1986)

Il calciatore è un atleta che pratica lo sport del calcio.

## Regolamentazione
Come esplicato dal regolamento, al punto 3, durante l'incontro ognuna delle due formazioni schiera in campo 11 calciatori: un portiere e 10 giocatori di movimento, i cui ruoli non sono specificati. Oltre ai titolari, l'allenatore dispone delle riserve in panchina: il loro numero varia da un minimo di 3 ad un massimo di 12. È consentito, di norma, un limite di 5 cambi. Tale regola è tuttavia soggetta a modifiche, in particolare nelle amichevoli internazionali.
Sempre il regolamento fissa in 7 uomini la quantità minima di calciatori per squadra da avere in campo per proseguire l'incontro: qualora una squadra - per espulsioni o infortuni - si ritrovi al di sotto di tale limite, subisce la sconfitta a tavolino.

## Ruoli in campo
Gli 11 calciatori si dispongono in campo secondo il modulo impiegato. Ogni modulo viene espresso attraverso una terna di numeri a-b-c, dove a rappresenta il numero di difensori, b il numero dei centrocampisti e c il numero degli attaccanti utilizzati (il portiere, che è sempre pari a 1, viene omesso). Per esempio un 4-3-3 indica la presenza di 1 portiere, 4 difensori, 3 centrocampisti e 3 attaccanti. Pur avendo ciascuno un compito diverso in base alla propria posizione (come la marcatura per il difensore, la costruzione del gioco per il centrocampista e la finalizzazione per l'attaccante), i giocatori di movimento hanno l'obiettivo comune del realizzare i gol; al portiere compete invece l'incarico di proteggere la porta.
In ciascuna formazione va individuato un capitano, riconoscibile dalla fascia indossata al braccio sinistro. Egli è - inoltre - l'unico calciatore abilitato a chiedere informazioni sulle decisioni dell'arbitro.

## Appartenenza alla società e professionismo
Il calciatore è legato alla società di appartenenza da un apposito contratto, alla cui scadenza o rescissione l'atleta si considera svincolato.
Anche in ragione delle più recenti giurisdizioni in merito, tra cui la sentenza Bosman, la figura del calciatore è assimilata a quella del libero professionista o lavoratore.
Nel 2024 Mario Gotze ha ammesso che al momento della cessazione dell'attività sportiva non pochi giocatori cadono in depressione, incontrando difficoltà a trovare un'occupazione parimenti appagante.